# Курбанов, Айдогды
Айдогды Курбанов (туркм. Aýdogdy Gurbanow; род. 1976) — туркменский археолог и историк, основной областью исследований которого является доисторическая и поздняя античность Центральной Азии.

## Биография
Родился 2 февраля 1976 года в Ашхабаде.
Окончил Туркменский государственный университет имени Махтумкули и получил докторскую степень в Свободном университете Берлина, в дальнейшем начал работать научным сотрудником по археологии и истории в Академии наук Туркменистана. Был заведующим отделом археологии Института археологии и этнографии Академии.

## Карьера
Свою карьеру начал сотрудником в области истории и археологии в Институте археологии и этнографии Академии наук Туркменистана с исследовательским проектом «Восточные рубежи Сасанидской империи: исследование на примере Южного Туркменистана». Занимал должность заведующего кафедрой археологии института. Работал в Евразийском отделе Германского археологического института в Берлине. С января по апрель 2007 года работал в Департаменте восточноазиатских языков и цивилизаций Пенсильванского университета над исследовательским проектом «Строительство государства эфталитами в четвертом-шестом веках» в рамках программы Фулбрайта.
При финансовой поддержке National Geographic Society выполнил два исследовательских проекта в Туркменистане, а именно: «Определение восточных границ Сасанидской империи. Исследование в регионах Древнего Абиверда и Мерва(с 1 июля 2014 по 30 июня 2015 года)» и «Изучение перехода от неолита к энеолиту в Центральной Азии. Раскопки в Дашлы-депе(с 1 марта 2018 по 28 февраля 2019 года)».
С 1 июня по июль 2018 года был приглашенным исследователем в программе Directeurs d’Études Associés. 
На данный момент является научным сотрудником Института древней археологии Ближнего Востока Свободного университета Берлина.
Владеет туркменским, английским, немецким, русским и турецким языками.

## Труды
- Курбанов, А. (2013). История и археология эфталитов. Бонн, Германия: Habelt Verlag.
- Ходжаниязов, Т.; Курбанов, А.; Овлягулыев, М. (2011). Великий шелковый путь и Туркменистан (на английском, русском и туркменском языках). Ашхабад, Туркменистан.
- Гундогдыев, О.; Ходжаниязов, Т.; Курбанов, А. (2010). Акдепе - древний археологический памятник Туркменистана (на английском, русском и туркменском языках). Ашхабад, Туркменистан.
- Курбанов, А. (2006). Эфталиты. Санкт-Петербург, Россия.
- Курбанов А. «Социально-политическая структура Центральной Азии V - VI вв. Н. Э.». Автономный университет Мадрида. Мадрид, Испания.
- Курбанов, А. (14 сентября 2018 г.). «Краткая история археологических исследований в Туркменистане с начала XX века до наших дней». ArchéOrient - Le Blog. Лион, Франция.
- Курбанов, А. (2013). «Исчезли эфталиты или нет? Studia et Documenta Turciologica». Журнал Института тюркологии и центральноазиатских исследований. Клуж-Напока, Румыния: Университет Бабеш-Бойяи : 87–94.
- Курбанов, А. (2013). «Нумизматика эфталитов». Тирагетия. Кишинев, Молдова: Национальный музей Молдовы. 7 (22): 369–380.
- Курбанов, А. (2004). «Происхождение эфталитов. Историография проблемы». Культурные ценности (Международный ежегодник ): 45–55.